# Taça Europeia de Andebol de 1962–63
A Copa Europeia de Handebol de 1962–63 foi a quinta edição da principal competições de clubes de handebol da Europa.
Na final o Dukla Praha venceu por 15–13 o Dinamo Bucuresti.

## Fases

### Rodada 1
| Equipe 1             | Resultado | Equipe 2            |
| -------------------- | --------- | ------------------- |
| THW Kiel             | 19–11     | WKS Slask Wroclaw   |
| ROC Flemallois       | 17–11     | HB Dudelange        |
| Atletico Madrid      | 13–6      | Benfica             |
| Skovbakken Aarhus    | 28–27     | Fram Reykjavik      |
| Operatie 55 Den Haag | 7–12      | Grasshoppers Zurich |
| Spartacus Budapest   | 25–14     | WAT Atzgersdorf     |

### Oitavas
| Equipe 1             | Resultado | Equipe 2            |
| -------------------- | --------- | ------------------- |
| Dukla Praha          | 18–12     | THW Kiel            |
| SC DHfK Leipzig      | 25–17     | Burevestnik Tbilisi |
| Frisch Auf Goppingen | 40–14     | ROC Flemallois      |
| PUC Paris            | 11–18     | Atletico Madrid     |
| Arsenal Helsinki     | 20–27     | Heim Goteborg       |
| IK Fredensborg Oslo  | 9–10      | Skovbakken Aarhus   |
| Grasshoppers Zurich  | 15–26     | GRK Zagreb          |
| Dinamo Bucuresti     | 24–11     | Spartacus Budapest  |

### Quartas-de-finais
| Equipe 1             | Total | Equipe 2          | 1.º jogo | 2.º jogo |
| -------------------- | ----- | ----------------- | -------- | -------- |
| SC DHfK Leipzig      | 25–30 | Dukla Praha       | 14–9     | 11–21    |
| Frisch Auf Goppingen | 28–22 | Atletico Madrid   | 19–10    | 9–12     |
| Heim Goteborg        | 33–38 | Skovbakken Aarhus | 19–17    | 14–21    |
| Dinamo Bucuresti     | 31–16 | GRK Zagreb        | 22–8     | 9–8      |

### Semi-finais
| Equipe 1             | Total | Equipe 2         | 1.º jogo | 2.º jogo |
| -------------------- | ----- | ---------------- | -------- | -------- |
| Frisch Auf Goppingen | 21–33 | Dukla Praha      | 7–9      | 14–24    |
| Skovbakken Aarhus    | 22–28 | Dinamo Bucuresti | 12–14    | 10–14    |

### Final
| Equipe 1    | Resultado | Equipe 2         |
| ----------- | --------- | ---------------- |
| Dukla Praha | 15–13     | Dinamo Bucuresti |